# Дисахариды
Дисахариды (от др.-греч. δύο — два и σάκχαρον — сахар) — органические соединения, одна из основных групп углеводов; являются частным случаем олигосахаридов.

## Строение молекул
Молекулы дисахаридов состоят из двух остатков моносахаридов, соединённых друг с другом за счёт взаимодействия гидроксильных групп (двух полуацетальных или одной полуацетальной и одной спиртовой) — гликозидной связи. Общая формула дисахаридов, как правило, C12H22O11.

## Примеры дисахаридов
- Лактоза — состоит из остатков глюкозы и галактозы.

- Сахароза — состоит из остатков глюкозы и фруктозы.

- Мальтоза — состоит из двух остатков глюкозы.

## Физические свойства
Дисахариды — твёрдые, кристаллические вещества, от слегка белого до коричневатого цвета, хорошо растворимые в воде и в 45 — 48°-градусном спирте, плохо растворимы в 96-градусном спирте, имеют оптическую активность; сладкие на вкус.

## Химические свойства
- При гидролизе дисахариды расщепляются на составляющие их моносахариды за счёт разрыва гликозидных связей между ними. Данная реакция является обратной процессу образования дисахаридов из моносахаридов.
- При конденсации дисахаридов образуются молекулы полисахаридов.

По химическим свойствам дисахариды можно разделить на две группы:
1. восстанавливающие;
2. не восстанавливающие.

К первой группе относятся: лактоза, мальтоза, целлобиоза.
Ко второй: сахароза, трегалоза.

### Восстанавливающие (редуцирующие) дисахариды
В данных дисахаридах один из моносахаридных остатков участвует в образовании гликозидной связи за счёт гидроксильной группы чаще всего при С-4 или С-6, реже при С-3. В дисахариде имеется свободная полуацетальная гидроксильная группа, вследствие чего сохраняется способность к раскрытию цикла. Возможностью осуществления цикло-оксо-таутометрии (кольчато-цепной) обусловлены восстановительные свойства таких дисахаридов и мутаротация их свежеприготовленных растворов.

#### Лактоза
Лактоза (от лат. lac — молоко) C12H22O11 — углевод группы дисахаридов, содержится в молоке и молочных продуктах. Молекула лактозы состоит из остатков молекул β- глюкозы и β-галактозы, которые соединены между собой β(1→4)-гликозидной связью. Водные растворы лактозы мутаротируют. Вступает в реакцию с фелинговой жидкостью только после кипячения в течение 15 минут и реактивом Толленса, реагирует с фенилгидразином, образуя озазон. Лактоза отличается от других дисахаридов отсутствием гигроскопичности — она не отсыревает. Это её свойство имеет большое практическое значение в фармации: если нужно приготовить с сахаром какой-либо порошок, содержащий легко гидролизующееся лекарство, то берут молочный сахар; если же взять другой сахар, то он быстро отсыреет и легко гидролизующееся лекарственное вещество быстро разложится. Значение лактозы очень велико, так как она является важным питательным веществом, особенно для растущих организмов человека и млекопитающих.

#### Мальтоза
Мальтоза (от англ. malt — солод) C12H22O11 — дисахарид, состоящий из двух остатков глюкозы; содержится в больших количествах в проросших зёрнах (солоде) ячменя, ржи и других зерновых; обнаружен также в томатах, в пыльце и нектаре ряда растений. Мальтоза относится к восстанавливающим сахарам, восстанавливает фелингову жидкость, даёт гидразон и озазон и может быть окислена в одноосновную мальтобионовую кислоту, которая при гидролизе даёт α-D-глюкозу и D-глюконовую кислоту. Мальтоза была синтезирована действием мальтазы (энзима дрожжей) на концентрированные растворы глюкозы. Для неё характерно явление мутаротации, сильно вращает плоскость поляризации влево. Мальтоза менее сладка, чем например сахароза, однако, она более чем в 2 раза слаще лактозы.

#### Целлобиоза
Целлобиоза, 4-(β-глюкозидо)-глюкоза — дисахарид, состоящий из двух остатков глюкозы, соединённых β-гликозидной связью; основная структурная единица целлюлозы. Высшие животные не в состоянии усваивать целлюлозу, так как не обладают разлагающим её ферментом. Однако улитки, гусеницы и черви, содержащие ферменты целлобиазу и целлюлазу, способны расщеплять (и тем самым утилизовать) содержащие целлобиозу растительные остатки. Целлобиоза, как и лактоза, имеет 1→4 β-гликозидную связь и является восстанавливающим дисахаридом, но в отличие от лактозы при полном гидролизе даёт только β-D-глюкозу.

### Невосстанавливающие (нередуцирующие) дисахариды
Невосстанавливающие дисахариды не имеют ОН-группы ни при одном аномерном центре, в результате чего, они не вступают в реакции с фелинговой жидкостью и реактивом Толленса.
Сахароза
Трегалоза

## Нахождение в природе
Дисахариды широко распространены в животных и растительных организмах. Они встречаются в свободном состоянии (как продукты биосинтеза или частичного гидролиза полисахаридов), а также как структурные компоненты гликозидов и других соединений. Многие дисахариды получают из природных источников, так, например, для сахарозы основными источниками служат сахарная свёкла и сахарный тростник.

## Биологическая роль
- Энергетическая — дисахариды (сахароза, мальтоза) служат источниками глюкозы для организма человека, сахароза к тому же важнейший источник углеводов (она составляет 99,4%, от всех получаемых организмом углеводов), лактоза используются для диетического детского питания.
- Структурная — целлобиоза имеет важное значение для жизни растений, так как она входит в состав целлюлозы.